# Trapezio (circo)

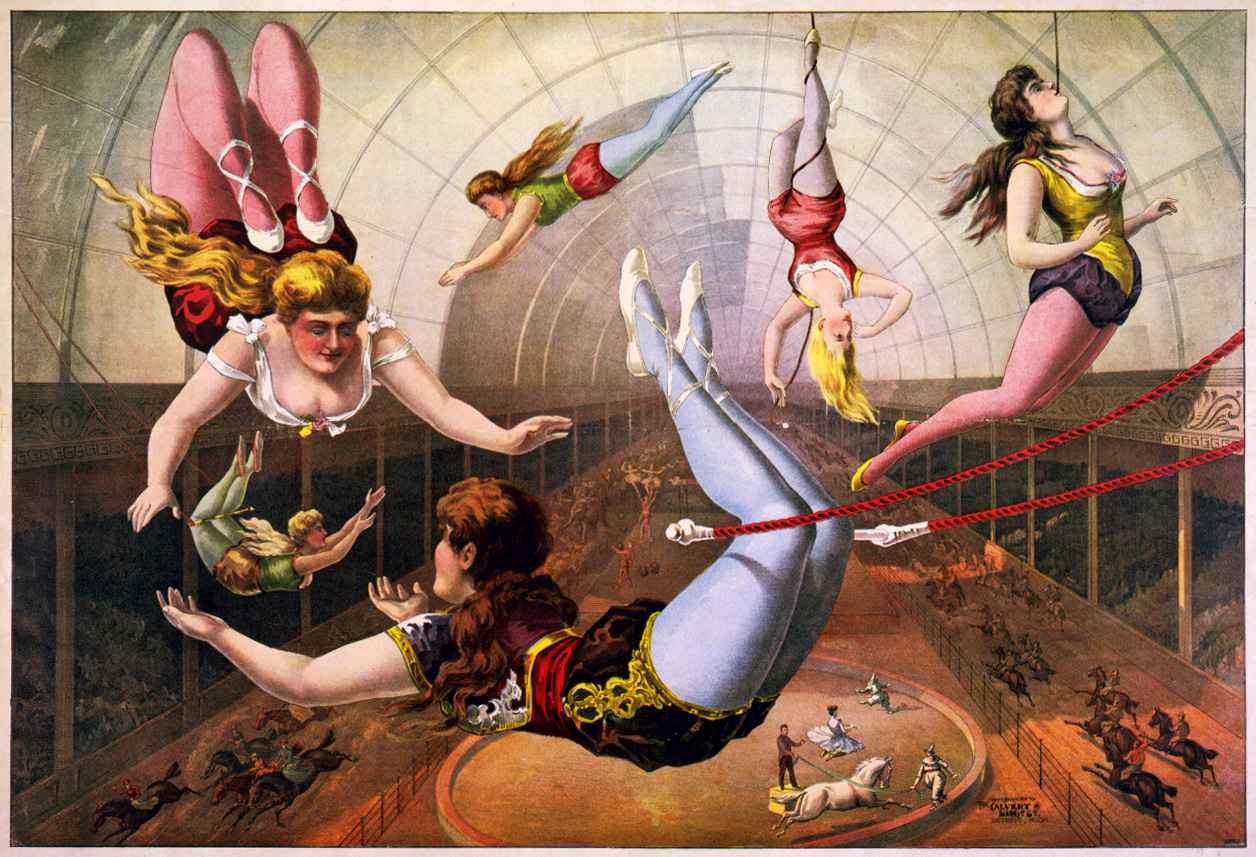
Alcuni trapezisti, in una litografia di Calvert Litho. Co., 1890.

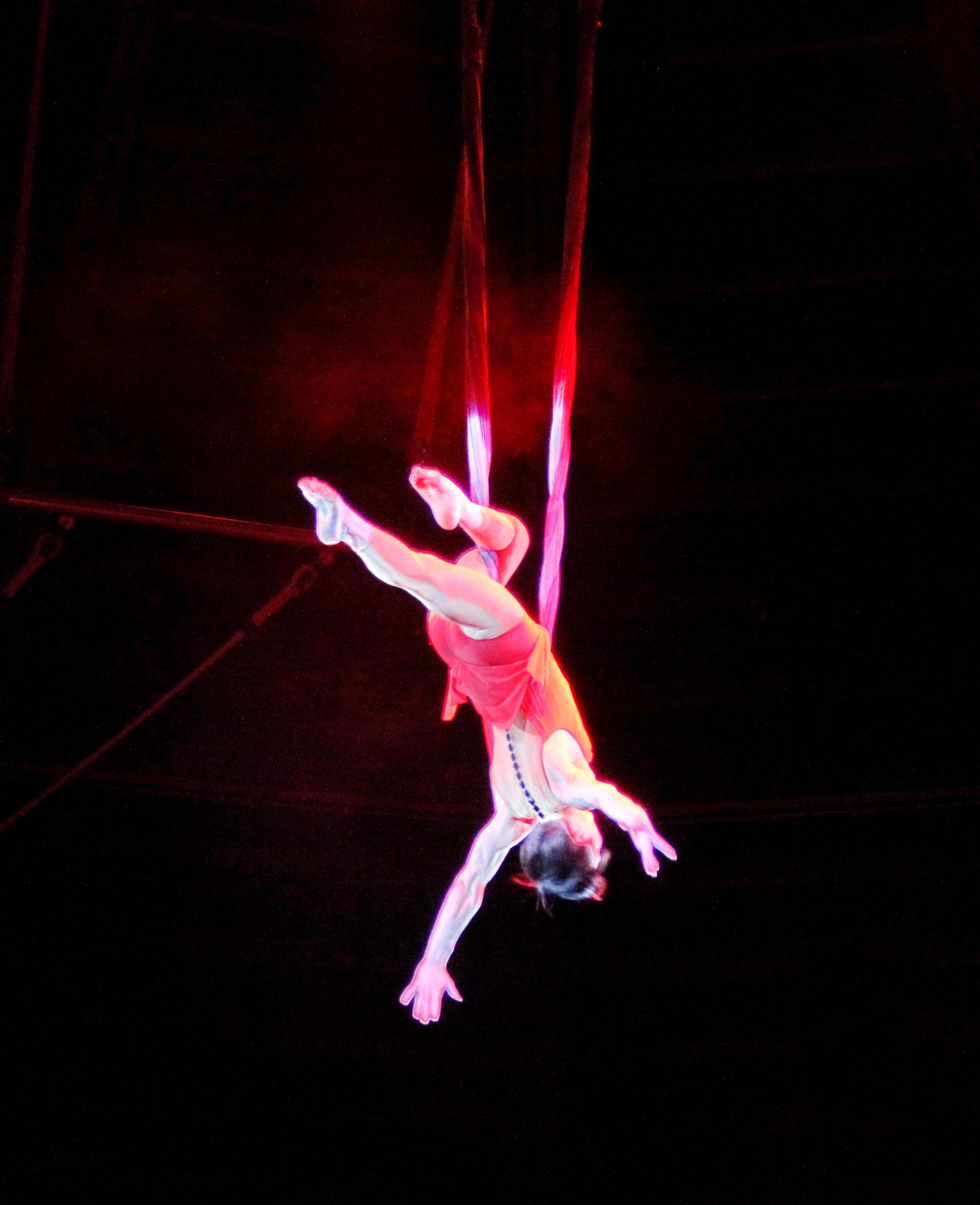

Trapezio è il nome collettivo con il quale vengono indicati una serie di apparati utili per gli esercizi aerei di un tipo di acrobati denominati appunto trapezisti. Tali esercizi sono prevalentemente, ma non indispensabilmente, legati agli spettacoli del circo. Generalmente per trapezio si intende anche la sola barra metallica sospesa a mezz'aria da due cavi tenuti ad un sostegno più in alto.

## Tipi di trapezio
Esistono diversi tipi di esercizio eseguibili al trapezio, che normalmente variano in funzione alla modalità di esecuzione o al numero di acrobati coinvolti. Fra le forme più comuni di trapezio si possono segnalare:

### Trapezio statico
È un tipo di trapezio, in cui gli acrobati si muovono intorno alla barra ed alle corde, che stanno per lo più sempre nello stesso punto. La difficoltà del trapezio statico è far sembrare ogni movenza quanto più aggraziata possibile. Per tale ragione gli artisti del trapezio statico devono essere dotati di una considerevole forza fisica.

### Trapezio altalena
In questo caso il trapezio funge da altalena e l'acrobata parte da una posizione statica per eseguire i propri esercizi utilizzando il movimento del trapezio. Molti esercizi sono possibili soltanto con il trapezio altalena, e sono notevolmente più difficili di quelli eseguibili con il trapezio statico.

### Trapezio volante
L'esercizio dell'acrobata nel trapezio volante consiste nel prendere al volo la barra del trapezio e saltare da una piattaforma posta a notevole altezza, per poi prendere al volo un secondo trapezio, cogliendo l'esatto momento il cui i due trapezi permettono all'acrobata di saltare da uno all'altro. Una variante piuttosto comune in questo tipo di esercizio è quella in cui l'acrobata non si lancia da solo sul secondo trapezio, ma viene preso al volo da un secondo performer (detto catcher), che si tiene sulla barra del trapezio sfruttando le proprie gambe. In questo tipo di esercizio gli acrobati raramente pesano più di 68 kg, per evitare di danneggiare le spalle del catcher, che deve sostenere con la propria forza il peso dell'altro acrobata. Considerando la difficoltà dell'esercizio il trapezio volante è eseguito sopra una rete, o sull'acqua in esibizioni speciali.
Inventore del trapezio volante fu Jules Léotard, che rimase anche uno degli artisti più famosi in questa attività, al punto da ispirare nel 1867 la canzone "The Daring Young Man on the Flying Trapeze" di George Leybourne. Altro performer rimasto molto famoso in questa disciplina è il messicano Alfredo Codona, che negli anni venti settò gli standard e gli stili di questa disciplina.

### Trapezio "Washington"
Anche conosciuto come trapezio pesante è una variante sia del trapezio statico che di quello altalena, in cui l'acrobata esegue i propri esercizi rimanendo in equilibrio di testa sulla barra.

### Trapezio danza
Tipo di trapezio, montato a bassa altezza, ed utilizzato soprattutto da ballerini, anziché acrobati, che si esibiscono in coreografie aeree. Le funi del trapezio spesso sono sfruttate per permettere ai trapezisti di ruotare su sé stessi.

### Trapezio doppio
Variazione del trapezio statico o del trapezio altalena, vede esibirsi due acrobati contemporaneamente sullo stesso trapezio.

### Trapezio multiplo
Come il precedente, ma con un numero variabile di acrobati che si esibiscono insieme, formando diverse figure in aria.